# Transposición de Meyer–Schuster
La transposición de Meyer-Schuster es una reacción química orgánica descrita como la  transposición catalizada por un ácido de alcoholes propargílicos secundarios y terciarios a cetonas α, β-insaturadas cuando el alquino sea interno, y aldehídos α, β-insaturados si el alquino es terminal. Swaminathan y Narayan, Vartanyan y Banbanyan, y Engel y Dudley han publicado revisiones, la última de las cuales describe formas de promover la transposición de Meyer-Schuster sobre otras reacciones disponibles para los alcoholes propargílicos.
La condensación catalizada por bases se denomina reacción de Favorskii.

## Mecanismo
El mecanismo de reacción comienza con la protonación del alcohol que sale en una reacción E1 para formar el aleno a partir del alquino. El ataque de una molécula de agua sobre el carbocatión y la desprotonación va seguido de tautomerización para dar el compuesto carbonilo α, β-insaturado.
Edens Et al. ha investigado el mecanismo de reacción. Descubrieron que se caracterizaba por tres pasos principales: (1) la protonación rápida de oxígeno, (2) el paso lento que determina la velocidad que comprende el desplazamiento 1,3 del grupo hidroxi protonado y (3) el ceto-enol tautomería seguida de una rápida desprotonación.
En un estudio del paso limitante de la velocidad de la reacción de Meyer-Schuster, Andres et al. demostró que la fuerza impulsora de la reacción es la formación irreversible de compuestos carbonílicos insaturados a través de iones carbonio. También encontraron que la reacción era asistida por el solvente. Esto fue investigado más a fondo por Tapia et al. que mostró un clatrato de disolvente estabiliza el estado de transición.

## Transposición de Rupe
La reacción de alcoholes terciarios que contienen un grupo α-acetilénico no produce los aldehídos esperados, sino metilcetonas α, β-insaturadas a través de un intermedio enino. Esta reacción alternativa se llama reacción de Rupe y compite con la transposición de Meyer-Schuster en el caso de los alcoholes terciarios.. 

## Uso de catalizadores
Mientras que el reordenamiento tradicional de Meyer-Schuster usa condiciones severas con un ácido fuerte como catalizador, esto introduce competencia con la reacción de Rupe si el alcohol es terciario. Las condiciones más suaves han sido utilizadas exitosamente con metal de transición-basado y catalizadores de ácido del Lewis (por ejemplo, Ru- y Ag-basó catalizadores). Se han utilizado con éxito condiciones más suaves con catalizadores ácidos de Lewis y basados en metales de transición (por ejemplo, catalizadores basados en Ru y Ag). Cadierno y colaboradores informaron del uso de radiación de microondas con InCl como catalizador para dar excelentes rendimientos con tiempos de reacción cortos y estereoselectividad notable. Un ejemplo de su publicación se muestra a continuación:

## Aplicaciones
La transposición de Meyer-Schuster se ha utilizado en una variedad de aplicaciones, desde la conversión de lactamas ω-alquinil-ω-carbinol en enamidas utilizando PTSA catalítico hasta la síntesis de tioésteres α, β-insaturados de alcoholes propargílicos γ-azufrados sustituidos reordenamiento de 3-alquinil-3-hidroxil-1H-isoindoles en condiciones ligeramente ácidas para dar los compuestos de carbonilo α, β-insaturados. Una de las aplicaciones más interesantes, sin embargo, es la síntesis de una parte de paclitaxel en una forma diastereoméricamente selectiva que conduce solo al E-alqueno.
El paso que se muestra arriba tuvo un rendimiento del 70% (91% cuando el subproducto se convirtió en el producto Meyer-Schuster en otro paso). Los autores utilizaron el reordenamiento de Meyer-Schuster porque querían convertir una cetona impedida en un alqueno sin destruir el resto de su molécula.